# Diane Parry
Diane Parry (* 1. September 2002 in Nizza) ist eine französische Tennisspielerin.

## Karriere
Parry begann mit fünf Jahren das Tennisspielen und gibt als Lieblingsbelag den Hartplatz an. Parry war eine exzellente Nachwuchsspielerin und schloss das Jahr 2019 als Nummer eins der Junioren-Weltrangliste ab, wofür sie von der ITF zur ITF-Weltmeisterin der Juniorinnen gekürt wurde. Während ihrer Juniorinnenkarriere triumphierte sie gleich bei mehreren renommierten Turnieren wie der Trofeo Juan Carlos Ferrero und dem Yucatán Cup, die sie 2018 gewann, sowie dem Banana Bowl und dem Osaka Mayor’s Cup, bei denen sie in der darauffolgenden Saison den Einzeltitel errang. Außerdem siegte sie im Doppel gemeinsam mit ihrer Landsfrau Yasmine Mansouri bei der 40. Ausgabe des Torneo „Città Di Santa Croce“ Mauro Sabatini.
2017 gab Parry bereits ihr Debüt auf dem ITF Women’s Circuit. Im Jahr darauf durfte sie bei den French Open erstmals in der Qualifikation zu einem Grand-Slam-Turnier an den Start gehen, nachdem sie vom französischen Tennisverband eine Wildcard erhalten hatte. Nach einem Sieg zum Auftakt schied sie in der zweiten Runde aus. 2019 bekam Parry dann erneut eine Wildcard, diesmal aber für die Hauptrunde, wo sie Wera Lapko bezwingen konnte, ehe sie an Elise Mertens scheiterte. Ende 2020 gewann sie auf der ITF-Tour ihren ersten Profititel, auf den 2021 zwei weitere der $25.000-Kategorie folgten. Durch einen erfolgreichen Jahresendspurt mit einem weiteren ITF-Titel, dem Erreichen des Finales beim WTA Challenger in Buenos Aires, das sie gegen Anna Bondár verlor, sowie anschließend ihrem ersten Turniersieg beim WTA Challenger in Montevideo nach einem Endspielerfolg über Panna Udvardy, war Parry bei den Australian Open 2022 erstmals für das Hauptfeld startberechtigt. Trotz einer Niederlage in der Auftaktrunde gelang Parry im Anschluss der erstmalige Sprung unter die besten 100 der Weltrangliste.

## Turniersiege

### Einzel
| Nr. | Datum             | Turnier    | Kategorie      | Belag | Finalgegnerin    | Ergebnis |
| --- | ----------------- | ---------- | -------------- | ----- | ---------------- | -------- |
| 1.  | 20. Dezember 2020 | Antalya    | ITF W15        | Sand  | Berfu Cengiz     | 6:3, 6:1 |
| 2.  | 27. Juni 2021     | Périgueux  | ITF W25        | Sand  | Elsa Jacquemot   | 6:3, 6:1 |
| 3.  | 11. Juli 2021     | Toronto    | ITF W25        | Sand  | Lucia Bronzetti  | 6:4, 6:2 |
| 4.  | 23. Oktober 2021  | Sevilla    | ITF W25        | Sand  | Elina Awanessjan | 6:2, 6:0 |
| 5.  | 21. November 2021 | Montevideo | WTA Challenger | Sand  | Panna Udvardy    | 6:3, 6:2 |
| 6.  | 21. Mai 2023      | Paris      | WTA Challenger | Sand  | Caty McNally     | kampflos |

### Doppel
| Nr. | Datum            | Turnier   | Kategorie   | Belag     | Partnerin            | Finalgegnerinnen                     | Ergebnis        |
| --- | ---------------- | --------- | ----------- | --------- | -------------------- | ------------------------------------ | --------------- |
| 1.  | 28. Oktober 2017 | Hammamet  | ITF $15.000 | Sand      | Yasmine Mansouri     | Dominique Karregat Caroline Romeo    | 6:1, 6:1        |
| 2.  | 22. August 2020  | Oeiras    | ITF W15     | Sand      | Eva Guerrero Álvarez | Francisca Jorge Olga Parres Azcoitia | 7:61, 6:0       |
| 3.  | 26. Juni 2021    | Périgueux | ITF W25     | Sand      | Margot Yerolymos     | Sada Nahimana Anna Sisková           | 6:4, 6:2        |
| 4.  | 26. Februar 2023 | Mérida    | WTA 250     | Hartplatz | Catherine McNally    | Wang Xinyu Wu Fang-hsien             | 6:0, 7:5        |
| 5.  | 15. April 2023   | Saragossa | ITF W80     | Sand      | Arantxa Rus          | Asia Muhammad Eden Silva             | 6:1, 4:6,[10:5] |
| 6.  | 30. Juli 2023    | Lausanne  | WTA 250     | Sand      | Anna Bondár          | Amina Anschba Anastasia Dețiuc       | 6:2, 6:1        |

## Abschneiden bei Grand-Slam-Turnieren

### Einzel
| Turnier         | 2018 | 2019 | 2020 | 2021 | 2022 | 2023 | 2024 | 2025 | Karriere |
| --------------- | ---- | ---- | ---- | ---- | ---- | ---- | ---- | ---- | -------- |
| Australian Open | —    | —    | Q1   | —    | 1    | 1    | 3    | 1    | 3        |
| French Open     | Q2   | 2    | 1    | 1    | 3    | 2    | 2    | 1    | 3        |
| Wimbledon       | —    | —    |      | —    | 3    | 2    | 1    | 3    | 3        |
| US Open         | —    | 1    | —    | —    | 1    | 1    | 2    |      | 2        |

Zeichenerklärung: S = Turniersieg; F, HF, VF, AF = Einzug ins Finale / Halbfinale / Viertelfinale / Achtelfinale; 1, 2, 3 = Ausscheiden in der 1. / 2. / 3. Hauptrunde; Q1, Q2, Q3 = Ausscheiden in der 1. / 2. / 3. Qualifikationsrunde; nicht ausgetragen

### Doppel
| Turnier         | 2017 | 2018 | 2019 | 2020 | 2021 | 2022 | 2023 | 2024 | 2025 | Karriere |
| --------------- | ---- | ---- | ---- | ---- | ---- | ---- | ---- | ---- | ---- | -------- |
| Australian Open | —    | —    | —    | —    | —    | 1    | —    | 1    | 2    | 2        |
| French Open     | 1    | 1    | AF   | 1    | 1    | 1    | AF   | 1    | AF   | AF       |
| Wimbledon       | —    | —    | —    |      | —    | 2    | —    | 2    | —    | 2        |
| US Open         | —    | —    | —    | —    | —    | —    | 1    | AF   |      | AF       |